# Vele Srakane
Vele Srakane er en ø i Adriaterhavet ved Kroatien. Øen ligger i Kvarnerbugten, mellem Lošinj, Unije og Susak, lige nord for Male Srakane. Den har et areal på 1,18 km², og kun 8 indbyggere (2001). Den højeste top er Vela Straža på 59 meter. Øen har ingen biler, butikker eller ferskvandskilder, men har elektrisitet. Der findes ingen havne på øen, kun  to betonkajer som er ubeskyttet mod dårlig vejr.
Øen har været beboet siden forhistorisk tid, blandt andet på Vela Straža.